# 森ウルフ 零零から愛を植える
『森ウルフ　零零から愛を植える』(もりウルフ　れいれいからあいをうえる)は、2012年に公開された日本映画。ドキュメンタリー作品。監督は島田角栄。

## 概要
世界的に有名なカリスマ植物生態学者・宮脇昭の活動を島田角栄監督が記録し続けたドキュメンタリー作品。

## キャスト
- 宮脇昭
- 川本三吉
- 西原由起
- デカルコ・マリィ
- 魔瑠
- 高木佑也
- 桑村綾
- 桑村裕子
- 石川康晴
- 本田進
- 日置道隆
- 安福純子
- 辻宏康
- 緒方晋
- 流血ブリザード
- 野中ともよ
- 桑名晴子

## スタッフ
- 監督・撮影・編集：島田角栄
- 企画：原孝治
- プロデューサー：原孝治、華雪ルイ、森村啓治
- アシスタントプロデューサー：三丸聡
- 撮影：青木航、大隈文顕、山本啓太、久保雅英、笹森駿
- 編集：久保雅英
- 協力スタッフ：高木佑也、名加舞子、行貞公博、泉尾理江、白石康雅
- ブレーン：リカヤ・スプナー、田実健太郎、沖直久、月花、松沢直樹
- 音楽監督：森本翔
- 音楽協力：大山康太郎
- MA：木本幸弘
- エンディング曲：Occtavio

- 制作：PUNK FILM、EAR+TH、KIZUKI ART、WAVE MOTION、WASURF